# Râul Zănoaga, Crevedia
Râul Zănoaga este un curs de apă, afluent al râului Crevedia. 

## Hărți
- Harta Munții Vâlcan Arhivat în 15 iunie 2011, la Wayback Machine.
- Harta Munții Retezat Arhivat în 10 iulie 2012, la Wayback Machine.
- Harta județului Hunedoara